# Латакия
Лата́кия (на гръцки: Λαοδικεία; на арабски: اللاذقية [Al-Lāðiqījah], на турски: Lazkiye, на латински: Laodicea ad Mare) е главно пристанище на Сирия на Средиземно море и столица на провинция Латакия.

## География
Намира се на 50 km от южната граница с Турция и на 350 km от столицата Дамаск.

## Население
По население се нарежда на 4-то място (след Халеб, Дамаск и Хомс) сред градовете в Сирия. Според официални данни има 383 786 жители към 22.09.2004 г., докато в цялата област Латакия живеят 1 008 000 души. Основна част от населението са алауити(алевити).

## История
Известен е от финикийско време с името Рамита. В античността на мястото му Селевк I Никатор основава елинистичния град Лаодикея, който е сринат от земетресения в 494 и 555 г.
Превзет е от арабите в 638 г. В 1097 г. е превзет от кръстоносците, а в 1188 г. – от Саладин.
От 16 век до Първата световна война е в състава на Османската империя. По османско време е населяван преимуществено от алауити, но в града живеят също сунити и християни.
След свалянето на крал Фейсал на града е предоставена автономия от френския мандат. От 1930 до 1936 г. е столица на санджак Латакия е номинално автономна област под френско управление.
От 1936 г. е част от Сирия, а градът е алауитската столица на страната. До 1991 г. там се разполага военноморска база на СССР.

## Туризъм
В района на Латакия има много красиви плажове. Най-известния е Шат ал Азрак („Лазурния бряг“). Активният туристически сезон продължава от май до ноември. Това се дължи на топлата морска вода, пясъчните плажове и сравнително плиткото крайбрежие.

## Културно наследство
На 16 km северно от Латакия са руините на Угарит. От античния период се е съхранил тетрапилон и останки от колонади. Има и няколко църкви от византийско време, както и джамия.

## Побратимени градове
- Кюстенджа, Румъния